# Gorgone superba
Gorgone superba là một loài bướm đêm trong họ Noctuidae.